# Isla del Congreso
La isla del Congreso es una de las tres que forman el pequeño archipiélago africano de las islas Chafarinas, que constituyen una de las plazas de soberanía españolas africanas, lindando con Marruecos. Es la más escarpada, elevada y extensa del grupo insular, e históricamente sirvió de presidio. Actualmente está deshabitada y posee conejos y una importante colonia de palomas salvajes que, alimentándose en el continente, anidan en la isla.
El territorio tiene muy difícil acceso. Su costa occidental está formada por acantilados muy verticales, mientras que la oriental, aunque escarpada, es más accesible. Su morfología es rocosa, siendo casi inexistente la tierra vegetal. Dispone de una cueva en su extremo meridional que permite la entrada en barca. La isla está formada fundamentalmente por dos tipos de rocas: andesitas piroxénicas con hyperssante en su base y traquiandesitas en sus zonas más altas.

## Interés arqueológico
Su mayor interés es el medioambiental y el arqueológico, pues alberga el yacimiento o poblado al aire libre El Zafrín, del tipo neolítico cardial del V milenio a. C., que está siendo investigado desde el año 2000 por el Instituto de Cultura Mediterránea. Son destacables las colecciones de cerámica obtenidas en las excavaciones y que forman parte de las colecciones del Museo de Melilla.